# Lizmaite Trujillo
Lizmaite Trujillo Cardenas (30 aprile 1975) è una schermitrice cubana.

## Palmarès
In carriera ha conseguito i seguenti risultati:
- Giochi Panamericani:

Winnipeg 1999: oro nel fioretto a squadre.
Juegos centroamericanos 1993 oro nel fioretto
Juegos centroamericanos 1998 oro equipo y bronce individual